# Řasný
Řasný (někdy též Řásný) je vrchol severně od Dolní Řasnice vypínající se do výše 433 m n. m. ve Frýdlantském výběžku na severu Česká republiky. Jižně od vrcholu teče údolím, v němž se nachází aglomerace Dolní Řasnice, potok Řasnice. Naopak severně od vrcholu teče Arnoltický potok, na kterém se severovýchodně od Řasného nachází Arnoltický vodopád. V polích na jihozápadním úbočí roste památkově chráněný strom lípy velkolisté (Tilia platyphyllos) pojmenovaný Lípa pod Řasným. Východně od vrcholu vede žlutě značená turistická trasa spojující Dolní Řasnici (turistické rozcestí nazvané „Řasnice – zastávka“ nacházející se u železniční dopravny) s rozcestím pojmenovaným „U pomníčku“ nacházejícím se severovýchodně od vrcholu u pomníku nazvaném U zmrzlého muže.